# Kenny Lala
Kenny Lala (Parijs, 3 oktober 1991) is een Frans voetballer die doorgaans speelt als rechtsback. In januari 2023 verruilde hij Olympiakos voor Stade Brestois.

## Clubcarrière
Lala speelde in de jeugd van ES Parisienne en kwam in 2008 in de opleiding van Paris terecht. In het seizoen 2010/11 maakte de verdediger zijn debuut in het eerste elftal en hij kwam tot drieëndertig competitieoptredens in zijn eerste jaargang. Na dit seizoen verkaste hij naar Valenciennes. Zijn debuut voor Valenciennes maakte de rechtsback op 6 november 2011, tegen Stade Rennais. Door doelpunten van Jirès Kembo Ekoko en Rémi Gomis werd het 1–1 en Lala mocht zeven minuten voor tijd invallen voor Mody Traoré. Zijn eerste doelpunt maakte de Fransman ook tegen Stade Rennais. Op 11 mei 2013 kwam die ploeg nog op voorsprong door een treffer van Jonathan Pitroipa, maar voor rust tekende Maor Melikson voor de gelijkmaker. Na rust liep Valenciennes uit door een treffer van Lindsay Rose en Lala maakte het derde doelpunt van zijn club. Het slotakkoord was voor José Saez: 4–1. Aan het einde van het seizoen 2014/15 degradeerde Valenciennes, waardoor Lala mee in de Ligue 2 ging spelen. Hier bleef hij later ook aangezien RC Lens hem transfervrij overnam. Hij tekende voor twee jaar bij zijn nieuwe club.
In de zomer van 2017 maakte Lala transfervrij de overstap naar RC Strasbourg, waar hij zijn handtekening zette onder een verbintenis voor de duur van twee seizoenen. Eind 2018 werd het contract van Lala met één jaar verlengd. Een maand later kwam er opnieuw een seizoen bij zijn contract. Lala vertrok in februari 2021 voor een bedrag van circa vijfhonderdduizend euro naar Olympiakos, waar hij voor tweeënhalf jaar tekende, met een optie op een jaar extra. In december 2022, na een half jaar zonder officieel optreden, tekende Lala een voorcontract om in januari 2023 te verkassen naar Stade Brest. In juli 2023 werd zijn contract verlengd tot medio 2025. Later, in december 2024, kwam er nog twee jaar bij zijn verbintenis.

## Clubstatistieken
| Seizoen | Club           | Competitie   | Competitie | Competitie | Beker | Beker | Internationaal | Internationaal | Totaal | Totaal |
| Seizoen | Club           | Competitie   | Wed.       | Dlp.       | Wed.  | Dlp.  | Wed.           | Dlp.           | Wed.   | Dlp.   |
| ------- | -------------- | ------------ | ---------- | ---------- | ----- | ----- | -------------- | -------------- | ------ | ------ |
| 2010/11 | Paris          | National     | 33         | 0          | 3     | 0     | —              | —              | 36     | 0      |
| 2011/12 | Valenciennes   | Ligue 1      | 2          | 0          | 0     | 0     | —              | —              | 2      | 0      |
| 2012/13 | Valenciennes   | Ligue 1      | 7          | 1          | 0     | 0     | —              | —              | 7      | 1      |
| 2013/14 | Valenciennes   | Ligue 1      | 17         | 0          | 1     | 0     | —              | —              | 18     | 0      |
| 2014/15 | Valenciennes   | Ligue 2      | 35         | 0          | 3     | 0     | —              | —              | 38     | 0      |
| 2015/16 | RC Lens        | Ligue 2      | 33         | 1          | 1     | 0     | —              | —              | 34     | 1      |
| 2016/17 | RC Lens        | Ligue 2      | 37         | 1          | 4     | 0     | —              | —              | 41     | 1      |
| 2017/18 | RC Strasbourg  | Ligue 1      | 31         | 3          | 6     | 0     | —              | —              | 37     | 3      |
| 2018/19 | RC Strasbourg  | Ligue 1      | 34         | 5          | 6     | 0     | —              | —              | 40     | 5      |
| 2019/20 | RC Strasbourg  | Ligue 1      | 25         | 2          | 4     | 0     | 4              | 0              | 33     | 2      |
| 2020/21 | RC Strasbourg  | Ligue 1      | 21         | 3          | 0     | 0     | —              | —              | 21     | 3      |
| 2020/21 | Olympiakos     | Super League | 5          | 0          | 2     | 0     | 4              | 0              | 11     | 0      |
| 2021/22 | Olympiakos     | Super League | 26         | 0          | 2     | 0     | 12             | 0              | 40     | 0      |
| 2022/23 | Olympiakos     | Super League | 0          | 0          | 0     | 0     | 0              | 0              | 0      | 0      |
| 2022/23 | Stade Brestois | Ligue 1      | 17         | 0          | 2     | 0     | —              | —              | 19     | 0      |
| 2023/24 | Stade Brestois | Ligue 1      | 33         | 2          | 3     | 1     | —              | —              | 36     | 3      |
| 2024/25 | Stade Brestois | Ligue 1      | 20         | 2          | 2     | 0     | 8              | 0              | 30     | 2      |
| Totaal  | Totaal         | Totaal       | 376        | 20         | 39    | 1     | 28             | 0              | 443    | 21     |

Bijgewerkt op 1 maart 2025.

## Erelijst
| Super League | 2 | 2020/21, 2021/22 |